# Шарлотт (Техас)
Шарлотт (англ. Charlotte) — місто (англ. city) в США, в окрузі Атаскоса штату Техас. Населення — 1524 особи (2020).

## Географія
Шарлотт розташований за координатами 28°51′33″ пн. ш. 98°42′2″ зх. д. / 28.85917° пн. ш. 98.70056° зх. д. (28.859069, -98.700480).  За даними Бюро перепису населення США в 2010 році місто мало площу 5,17 км², уся площа — суходіл.

## Демографія
Згідно з переписом 2010 року, у місті мешкало 1715 осіб у 552 домогосподарствах у складі 423 родин. Густота населення становила 332 особи/км².  Було 644 помешкання (125/км²).
Расовий склад населення:
| - 82,9 % — білих - 1,6 % — чорних або афроамериканців - 1,1 % — корінних американців - 0,1 % — азіатів - 11,9 % — осіб інших рас |

До двох чи більше рас належало 2,4 %. Частка іспаномовних становила 75,1 % від усіх жителів.
За віковим діапазоном населення розподілялося таким чином: 33,2 % — особи молодші 18 років, 56,9 % — особи у віці 18—64 років, 9,9 % — особи у віці 65 років та старші. Медіана віку мешканця становила 32,1 року. На 100 осіб жіночої статі у місті припадало 104,2 чоловіків;  на 100 жінок у віці від 18 років та старших — 98,8 чоловіків також старших 18 років.
Середній дохід на одне домашнє господарство  становив 47 769 доларів США (медіана — 31 985), а середній дохід на одну сім'ю — 56 110 доларів (медіана — 38 063). Медіана доходів становила 41 600 доларів для чоловіків та 20 924 долари для жінок. За межею бідності перебувало 26,5 % осіб, у тому числі 39,4 % дітей у віці до 18 років та 18,4 % осіб у віці 65 років та старших.
Цивільне працевлаштоване населення становило 720 осіб. Основні галузі зайнятості: освіта, охорона здоров'я та соціальна допомога — 28,1 %, сільське господарство, лісництво, риболовля — 17,1 %, роздрібна торгівля — 14,4 %.